# Wilhelm Friedmann
Pour les articles homonymes, voir Friedmann.
Wilhelm Friedmann, né le 19 mars 1884 à Vienne, mort par suicide le 11 décembre 1942 à Bedous, était un romaniste et philologue austro-allemand.